# Éric Bournazel
Pour les articles homonymes, voir Bournazel.
Éric Bournazel, né en 1944, est un historien français du droit.
Médiéviste, il est spécialiste de l'histoire du droit pénal et de la justice criminelle.

## Biographie
Éric Bournazel est docteur en droit (1974) et agrégé d'histoire du droit (1978).
Après avoir enseigné à Limoges puis à Paris X-Nanterre durant une vingtaine d'années, il devient en 2002 professeur d'histoire du droit à l'université Paris II Panthéon-Assas.
Ce médiéviste, spécialiste du règne de Louis VI de France (1108-1137), est l'auteur en collaboration avec le professeur Jean-Pierre Poly d'un certain nombre d'ouvrages sur les institutions du temps des premiers Capétiens. Du gouvernement capétien à l'évolution du système féodal, en passant par l'étude du droit et des minorités dans l'Empire carolingien, ses recherches portent sur la profonde évolution que connut la France du Xe au XIIIe siècle, évolution qui vit l'avènement d'un pouvoir royal plus fort sur un domaine royal étendu et mieux maîtrisé.

## Ouvrages
- Le gouvernement capétien au XIIe siècle, 1108-1180 : structures sociales et mutations institutionnelles, Paris, Presses universitaires de France, coll. « Publications de la Faculté de droit et des sciences économiques de l'Université de Limoges » (no 2), 1975, 199 p. (présentation en ligne).

- Prix Gobert 1976 de l’Académie des inscriptions et belles-lettres
- La mutation féodale (Xe – XIIe siècles) (collab. J.-P. Poly) 3e édition revue et augmentée avec mise à jour bibliographique, septembre 2004, présentation en ligne.
- Les temps féodaux, in Histoire des institutions de l’époque franque à la révolution (en collaboration avec J-L Harouel, J. Barbey, J. Thibaut-Payen) 10e édition revue et augmentée, Paris, PUF, 2003.
- Louis VI le Gros, Paris, Fayard, 2007, 524 p. (ISBN 978-2-213-63423-4, présentation en ligne).